# Осиновецкий порт
Осиновецкий порт — один из двух портов, построенных для обеспечения работы водной (озёрной) части трассы Дороги жизни в годы блокады Ленинграда. Находился на западном берегу Шлиссельбургской губы и состоял из гаваней в бухтах Морье, Новая, Гольсман, Осиновец и Каботажная, занимая несколько километров около станции Ладожское озеро.
Наряду с Кобоно-Кареджским, Осиновецкий порт был сооружён и оборудован таким образом, чтобы в навигацию обеспечивать возможность принимать корабли всех типов, какие тогда ходили по Ладоге. Зимой, когда на озере устанавливался надёжный лёд, между двумя портами проходила кратчайшая прямая дорога по нему. К порту была подведена железнодорожная ветка, позволявшая доставлять грузы непосредственно в порт, а также забирать их и пассажиров напрямую оттуда.
После Великой Отечественной войны эксплуатация порта прекратилась, и он не сохранился. На его месте ныне располагается пляж. Уцелела только прилегающая к Осиновецкому маяку территория. Сам маяк, построенный ещё до войны, продолжает быть действующим.

## История создания Осиновецкого порта
Решение о создании порта на территории Осиновца было принято 9 сентября 1941 года, после падения Шлиссельбурга.
Первые два причала Осиновецкого порта открыли спустя две с половиной недели. Далее в течение месяца порт достраивался и вводился в строй, когда первые причалы уже принимали суда. Всего было построено четырнадцать пирсов.
Для обеспечения работы Осиновецкого порта на прилегающей территории было построено три станции железной дороги — Костыль, Болт и станция Осиновец. Также интенсивно задействовались существовавшая станция Ладожское озеро и станция Каботажная (близ нынешней платформы 44-й километр). Из этих станций, Каботажная специализировалась, в основном, на эвакуации населения, а Болт — на перегрузке нефтепродуктов и угля.
С весны 1942 года, с началом первой блокадной навигации, порт в Осиновце начал полноценно принимать тяжёлые грузы. Ежесуточно порт мог принимать и обрабатывать до двух тысяч тонн различных видов грузов, являясь на тот момент самым крупным озёрным портом в стране. Зимой на прилегающей территории порта работал судоремонтный завод. На территории порта для обеспечения безопасности работало четыре пожарных станции.

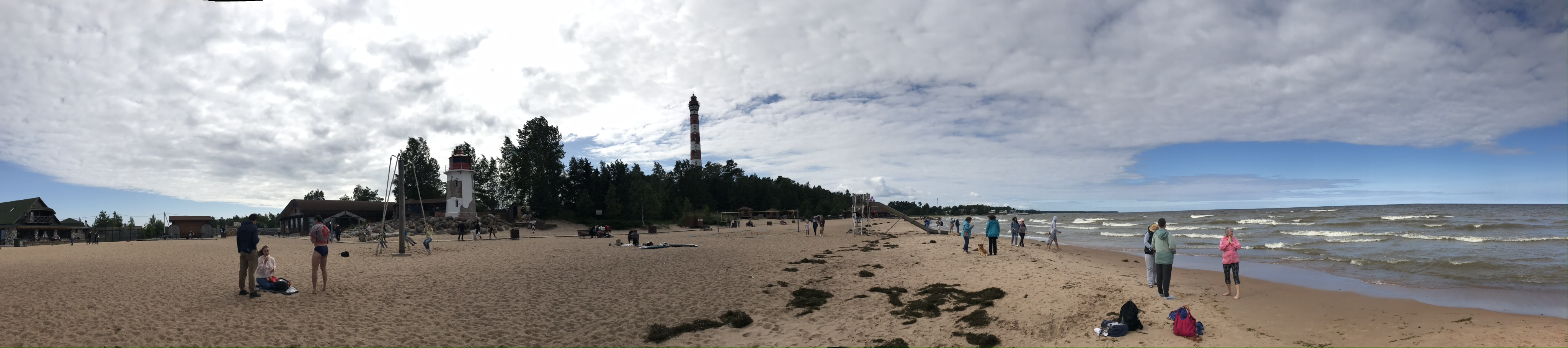
Место Осиновецкого порта, современный вид